# Řešetlák počistivý
Řešetlák počistivý (Rhamnus cathartica) je keřovitá rostlina z čeledi řešetlákovité (Rhamnaceae), původní druh v české květeně.

## Popis
Řešetlák je vysoký keř s načernalou kůrou a zpravidla rozestlanými větvemi, řídce posetými trny. Dlouze řapíkaté listy jsou dílem vstřícné, dílem uspořádané do svazečků, ojediněle však i střídavé. Jsou široce eliptické, na čepeli dvakrát pilovité. Drobné nažloutle zelenavé květy jsou uspořádány do chudých vrcholičnatých svazků a jsou většinou dvoudomé. Plodem je kulatá peckovice, velká jako hrách, která s postupující zralostí zčerná. Kvete ve druhé polovině jara, obyčejně na přelomu května a června.

## Ekologie a rozšíření
Poměrně světlomilná a teplomilná rostlina, vyhledávající převážně stanoviště bohatá vápníkem a mírně zásobená živinami a vláhou. Roste v mezofilních a xerofilních křovinách, na slunných stráních a pastvinách, ve světlých hájích (především teplomilných doubravách a vápnomilných bučinách) a jejich pláštích, též na okraji lužních lesů. V ČR se vyskytuje hojně až roztroušeně od nížin až do podhůří, nejvíce ve vlhčích polohách termofytika a teplejším mezofytiku. Celkový areál zahrnuje většinu Evropy a západní Asii.

## Sběr léčivky
Nejčastěji se sbírá plod, řidčeji kůra. Plod sbíráme v úplné zralosti, na přelomu září a října. Nejkvalitnější kůrovou drogu poskytuje sběr v jarních měsících, před rozkvětem, nejlépe v březnu a dubnu. Droga je vyhledávána pro svůj obsah antrachinonů a antranolů, jakož i antrachinonových glykosidů a flavonoidů. Dále zde nacházíme sacharidy, pektiny, organické kyseliny – například vitamín C, kyselinu jantarovou, saponiny, hořčiny a pryskyřice. Složení kůry je podobné, ale chudší. Přítomny jsou hlavně antrachinony a antranoly, flavonoidy a třísloviny. Obsahové látky drogy zabezpečují dobrý projímavý účinek, který je mírnější než u krušinové kůry a u listů nebo lusků senny. Droga současně působí mírně močopudně. Je určena k léčbě tzv. atonické zácpy, která je častá u starších nemocných, kde je pokleslý střevní tonus.

## Další využití
Patří k barvířským rostlinám, jeho plody s kamencem a vinným kamenem dávají kvalitní zeleň.